# اليابان أثناء الحرب العالمية الأولى

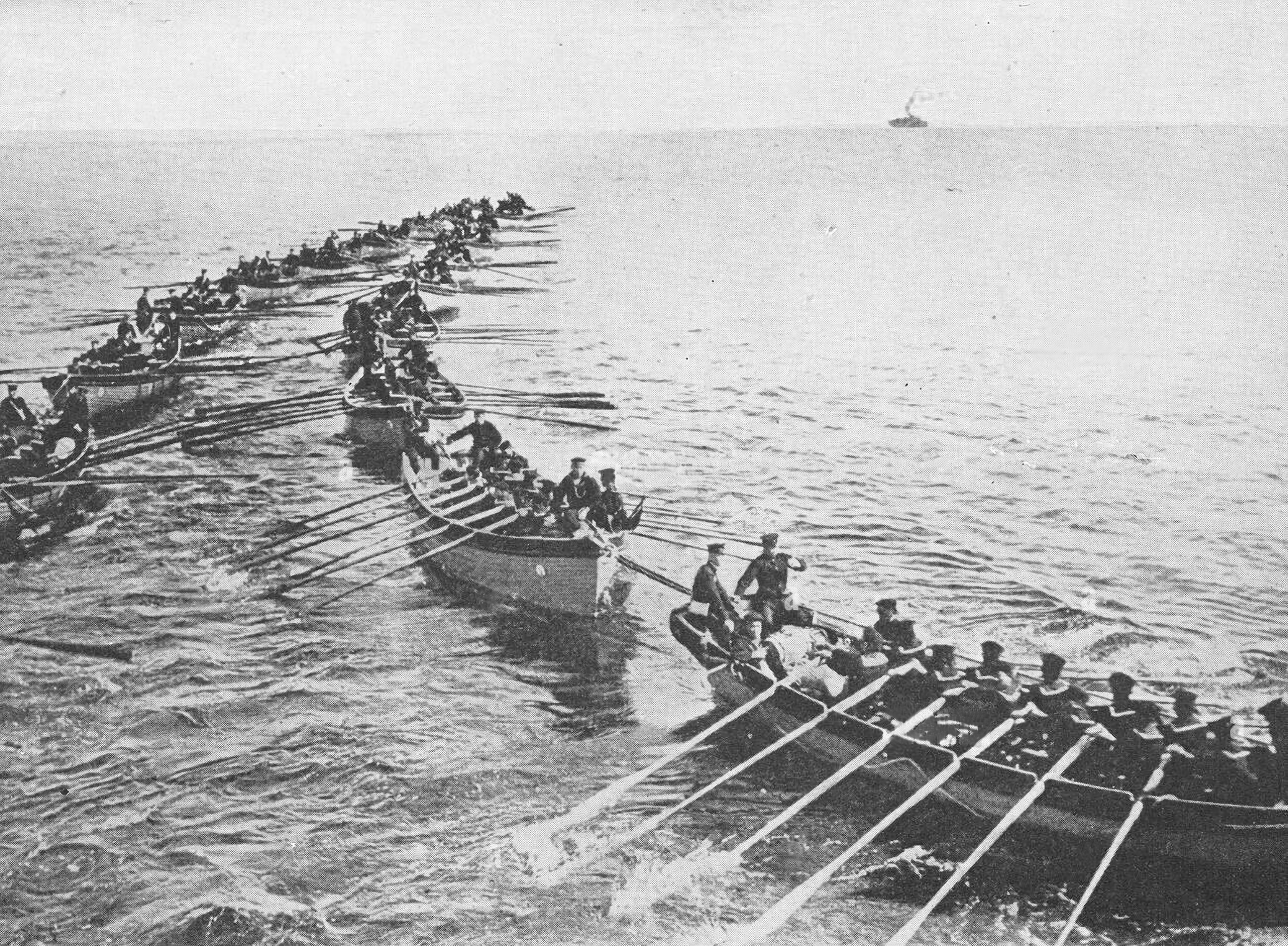
الجيش الياباني أثناء حصار تسينغتاو.

شاركت اليابان مع قوات التحالف في الحرب العالمية الأولى ضد الإمبراطورية الألمانية من عام 1914 إلى عام 1918، واستولت على الأراضي الصينية، كما شاركت اليابان في حصار تسينغتاو الصينية، بهدف الاستيلاء على الأراضي الشاسعة في منطقة المحيط الهادئ، بهدف أن يعترف المجتمع الدولي بأن اليابان تمثل قوة عظمى في الجغرافيا السياسية بعد الحرب.
استغلت القوات العسكرية اليابانية وجود مسافة شاسعة تفصلها عن الإمبراطورية الألمانية وانهماك الأخيرة بالحرب في أوروبا، إذ استولت على الممتلكات الألمانية في المحيط الهادئ وشرق آسيا، لكن لم تتوفر تعبئة واسعة النطاق من الناحية الاقتصادية. أراد وزير الخارجية تاكا أكي كاتو ورئيس الوزراء شيغينوبو أوكوما استغلال هذه الفرصة لتوسيع النفوذ الياباني في الصين. جندوا سون يات سين (1866-1925) حينئذ في منفاه في اليابان، لكنهم لم يلاقوا نجاحًا كبيرًا في ذلك. اتخذت البحرية الإمبراطورية اليابانية وهي مؤسسة بيروقراطية تتمتع بحكم شبه ذاتي قرار التوسع في المحيط الهادئ، فسيطرت على الأراضي الميكرونيزيانية الألمانية شمال خط الاستواء، وحكمت تلك الجزر إلى حين انتقال السلطة هناك إلى السلطة المدنية في 1921. شكلت هذه العملية مبررًا أتاح للبحرية اليابانية الفرصة لزيادة ميزانيتها بمقدار الضعف وتوسيع أسطولها. وبهذا اكتسبت البحرية نفوذًا سياسيًا مهمًا على مستوى الشؤون الداخلية والخارجية.

## أحداث 1914
في الأسبوع الأول من الحرب العالمية الأولى، قدمت اليابان مقترحًا إلى المملكة المتحدة حليفتها منذ 1902، بأن اليابان ستشارك في الحرب في حال تمكنت من السيطرة على الأراضي الألمانية في المحيط الهادئ. في السابع من أغسطس 1914، طلبت الحكومة البريطانية بشكل رسمي مساعدة اليابان في تدمير المغيرين من قوات البحرية الألمانية الإمبراطورية على المياه الصينية وما حولها. وجهت اليابان لألمانيا إنذارًا نهائيًا في الثالث والعشرين من أغسطس عام 1914، والذي لم يرد أي جواب عليه؛ بعد ذلك أعلنت اليابان باسم الإمبراطور تايشو الحرب على ألمانيا بشكل رسمي في الثالث والعشرين من أغسطس عام 1914. مع رفض فيينا سحب الطراد النمساوي المجري إس إم إس كيسرين إليزابيث من غينغادو، وأعلنت اليابان الحرب على النمسا المجرية أيضًا في الخامس والعشرين من أغسطس عام 1914. سرعان ما احتلت القوات اليابانية الأراضي المؤجرة لألمانيا في الشرق الأقصى. حطت القوات اليابانية في الثاني من سبتمبر عام 1914 في مقاطعة شاندونغ الصينية وحاصرت بذلك المستوطنة الألمانية في تشينغتاو (غينغادو). خلال شهر أكتوبر، استولت البحرية الإمبراطورية اليابانية العاملة بشكل شبه مستقل عن الحكومة المدنية على عدد من جزر المستعمرات الألمانية في المحيط الهادئ مثل جزر المارينا وكارولاين وجزر مارشال، دون أن تتعرض لأي مقاومة تذكر. شنت البحرية اليابانية أولى الغارات الجوية على مستوى العالم لطائرات تنطلق من البحر مستهدفة الأراضي الألمانية في مقاطعة شاندونغ والسفن الراسية في خليج هايوان كوينغداو، شُنت الغارات انطلاقًا من حاملة الطائرات البحرية واكاميا . في السادس من سبتمبر عام 1914 فشلت طائرة بحرية انطلقت من واكاميا بالهجوم بالقنابل على الطراد النمساوي المجري كيسرين إليزابيث وعلى زورق المدفعية الألماني جاغوار.
انتهى حصار تسينغتاو باستسلام القوات الاستعمارية الألمانية في السابع من سبتمبر 1914.
بناءً على الطلب المقدم من قبل جيش الإمبراطورية اليابانية في سبتمبر 1914، جمعت جمعية الصليب الأحمر الياباني ثلاثة فرق، تكون كل منها من جراح واحد وعشرين ممرضة، وأُرسلوا في مهمة إلى أوروبا مدتها خمسة أشهر. غادرت الفرق اليابان في الفترة بين شهر أكتوبر وديسمبر من عام 1914، وعينوا في بيتروغراد وفي باريس وفي ساوثهامبتون. تلقى وصول هؤلاء الممرضات تغطية صحفية واسعة، وفي وقت لاحق طلبت البلدان المستضيفة لهذه الفرق تمديد مهمتهم إلى خمسة عشر شهرًا.

## أحداث 1915-1916
في فبراير 1915، ساعد جنود مارينز من بحرية الإمبراطورية اليابانية المتمركزة في سنغافورة على قمع التمرد الذي قامت به القوات الهندية ضد الحكومة البريطانية. مع الانخراط الشديد لحلفاء اليابان الأوربيين في الحرب في أوروبا، سعت اليابان في يناير 1915 إلى ترسيخ وجودها في الصين عبر تقديم لائحة المطالب الواحدة والعشرين إلى الرئيس الصيني يوان شيكاي. في حال تحقق ذلك، فإن لائحة المطالب الواحدة والعشرين كانت ستحوّل الصين إلى محمية يابانية، وذلك على حساب الامتيازات العديدة التي يتمتع بها بالفعل عدد من القوى الأوربية في مناطق نفوذها داخل الصين، وفي الوقت الذي كانت تسير فيه المفاوضات مع الصين ببطء وبسبب اتساع نطاق الميول المناهضة لليابان وبسبب الإدانة الدولية لها (خصوصًا من جانب الولايات المتحدة)، سحبت اليابان المجموعة الأخيرة من المطالب، ووقعت على معاهدة مع الصين في 25 مايو 1915.
فشلت الجهود الألمانية خلال الفترة الممتدة بين عامي 1915-1916 في التفاوض على سلام منفصل مع اليابان. وقعت اليابان وروسيا في الثالث من يوليو عام 1915 على اتفاق يتعهد فيه كل من الطرفين بعدم عقد سلام منفصل مع ألمانيا، ووافقتا على التشاور والعمل المشترك في حال تعرض أراضي أو مصالح أي منهما في الصين للتهديد من قبل طرف ثالث خارجي. بالرغم من أن روسيا كانت تطالب بأراضٍ صينية استنادًا إلى معاهدة كياختا وغيرها من المعاهدات، فقد أحبطت اليابان مساعي روسيا في ضم هيلونغجيانج وبدأت بدفع القوى الأخرى خارجًا بصورة تدريجية، كما فعلت مع الألمان عبر لائحة المطالب الواحدة والعشرين (1915). كان الخط الفاصل بين مناطق النفوذ الروسية (شمالًا) واليابانية (جنوبًا) في الصين هو خط السكك الحديدية الصينية الشرقي.

## أحداث 1917
في الثامن عشر من ديسمبر 1916، طلبت قيادة البحرية البريطانية مجددًا مساعدة اليابان. كانت الحكومة اليابانية المشكلة حديثًا بإمرة رئيس الوزراء ماستاكه تيرا أوتشي أكثر استعدادًا لتقديم المساعدة العسكرية، بشرط أن تؤيد الحكومة البريطانية مطالب اليابان في الأراضي الألمانية التي استولت عليها حديثًا في جنوب المحيط الهادئ وفي شاندونغ. وافقت بريطانيا على شرط اليابان بعد إعلان ألمانيا استئناف حرب الغواصات غير المحدودة في الأول من فبراير عام 1917.
أرسِل اثنان من طرادات الأسطول الخاص الأول في سنغافورة إلى كيب تاون وجنوب إفريقيا، وأرسلِت أربع مدمرات لتتمركز في مالطا بالبحر الأبيض المتوسط، المقر الرئيسي لأسطول البحرية الملكية في المتوسط. وصل الأدميرال كوزو ساتو إلى مالطا في الثالث عشر من أبريل 1917 على متن الطراد الياباني أكاشي مع وحدات المدمرة العاشرة والحادية عشر (ثمانية مدمرات) عبر كولمبو وبورسعيد. وفي النهاية، ضم الأسطول الخاص الثاني ثلاثة طرادات (أكاشي وإزمو ونيشين) و14 مدمرة (8 مدمرات من نوع كابا و4 مدمرات من نوع مومو ومدمرتين بريطانيتين سابقتين من نوع أكورن) وسفينتين شراعيتين وسفينة خدمية واحدة (كانتو).
كُلفت السفن السبعة عشر التابعة للأسطول الخاص الثاني بمهمة مرافقة وحماية سفن نقل القوات وبأداء عمليات مضادة لهجمات الغواصات الألمانية والنمساوية المجرية التي كانت تنطلق من قواعد بحرية ممتدة على طول البحر الأدرياتيكي الشرقي وبحر إيجة ومن القسطنطينية، بالتالي تأمين الطريق البحري الحيوي الممتد شرق البحر الأبيض المتوسط بين قناة السويس ومرسيليا في فرنسا.
نفذ الأسطول الياباني ما مجموعه 348 طلعة مرافقة من مالطا، فرافق 788 سفينة حوت حوالي 700.000 جندي، الأمر الذي قدم مساهمة كبيرة في المجهود الحربي، بمقابل خسارة إجمالية قدرها 72 بحارًا يابانيا قتلوا أثناء العمل.
أنقذ اليابانيون ما مجموعه 7075 شخصًا من سفن متضررة أو كانت تغرق. تضمن هذا العدد حوالي 3000 شخص أنقذتهم مدمرتا ماتسو وساكاكي من سفينة الجنود إس إس ترانسيلفانيا بعد أن أصابها طوربيد ألماني في الرابع من مايو عام 1917. لم تتدمر أية سفن يابانية خلال عملية انتشار الجنود، ولكن تعرضت المدمرة ساكاكي للإصابة من قبل طوربيد أطلقته الغواصة النمساوية المجرية يو-27 قبالة جزيرة كريت، ما مات على إثره 59 بحارًا يابانيًا.